# Petra Kvitová

Chữ ký của Petra Kvitová

Petra Kvitová (sinh ngày 8 tháng 3 năm 1990) là nữ vận động viên quần vợt chuyên nghiệp người Cộng hòa Séc, được biết đến là tay vợt thuận tay trái rất uy lực và đa dạng, Kvitová bắt đầu chơi chuyên nghiệp vào năm 2006 và thắng 27 danh hiệu WTA, 2 trong số đó là danh hiệu Grand Slam Wimbledon lần lượt vào các năm 2011 và 2014, Kvitova cũng đã giành được huy chương đồng Olympic Rio 2016 nội dung đơn nữ. Cô đạt được thứ hạng cao nhất trên bảng xếp hạng WTA là hạng 2 vào ngày 31.10.2011 và tính đến thời điểm ngày 14.9.2020 cô xếp vị trí thứ 11 thế giới. Như vậy, Kvitová hiện là nữ tay vợt thuận tay trái có thứ hạng cao nhất thế giới và là tay vợt người Séc xếp hạng cao thứ hai chỉ sau Karolína Plíšková.
Kvitova lần đầu gây được sự chú ý khi đánh bại số 1 thế giới khi đó là Dinara Safina ở vòng 3 của US Open 2009. Và năm 2010, lần đầu tiên cô vào được bán kết của một giải Grand Slam tại Wimbledon 2010 nơi cô để thua nhà vô địch Serena Williams. Sau đó xuyên suốt mùa giải bùng nổ của cô vào năm 2011, Kvitová đã giành được danh hiệu Grand Slam đầu tiên trong sự nghiệp tại Wimbledon sau khi đánh bại Maria Sharapova trong trận chung kết, và trở thành tay vợt nữ đầu tiên của thế hệ 1990 trở đi thắng 1 danh hiệu Grand Slam. Đồng thời trong năm 2011, cô cũng vô địch WTA Final diễn ra tại Istanbul, Thổ Nhĩ Kỳ, trở thành người thứ 3 vô địch trong lần đầu tiên tham dự sau Serena Williams và Sharapova. Cô cũng giúp đội tuyển Cộng hòa Séc dành chiến thắng tại Fed Cup Final. Đó là danh hiệu Fed Cup đầu tiên của đội tuyển Séc.
Năm 2012, Kvitova cũng vào được đến bán kết của Úc mở rộng và Pháp mở rộng, và dành danh hiệu tại US Open Series. Vào năm này, cô cũng thắng Hopman Cup cùng Tomas Berdych trở thành người Séc thứ 2 dành danh hiệu này. Năm 2014, cô thắng giải Grand Slam WImbledon lần thứ 2, đánh bại Eugenie Bouchard tại trận chung kết.
Thành tích của cô trong các giải Grand Slam: đã đoạt chức vô địch ở nội dung đơn nữ Wimbledon 2011 và 2014, vào bán kết Australia Mở rộng và Pháp Mở rộng cùng năm 2012, tứ kết Mỹ Mở rộng 2015, cô đã đoạt 3 chức vô địch tại giải Madrid vào các năm 2011, 2015 và 2018. Cuối năm 2016, cô bị tấn công tại nhà riêng khi đang nghỉ ngơi bởi một tên trộm giả làm người giao hàng, bàn tay trái (tay thuận) đã bị thương rất nghiêm trọng, cô đã nghỉ thi đấu 6 tháng để phẫu thuật và luyện tập để quay trở lại, và trận đấu đầu tiên sau cuộc tấn công là tại giải Roland Garros 2017.

## Thời thơ ấu
Petra Kvitová có mẹ là bà Jiří Kvita, một giáo viên tiểu học và cha là ông Pavla Kvitová, cô sinh ra ở Bílovec, vùng Moravian-Silesian, Tiệp Khắc (bây giờ là Cộng hòa Séc). Cô có hai người anh, Jiří, một kĩ sư, và Libor, một giáo viên tiểu học. Cha cô Jiří đã giúp cô đến với quần vợt. Suốt thời kì trẻ thơ, cô luôn ngưỡng mộ tay vợt nữ lai Séc- Mỹ Martina Navratilova. Kvitová tập luyện tại quê nhà Fulnek cho đến năm 16 tuổi, và được khuyến khích cổ vũ bởi người hướng dẫn để theo đuổi sự nghiệp quần vợt chuyên nghiệp. Cô được huấn luyện bởi David Kotyza, cũng là người Séc, từ tháng 11 năm 2008 đến tháng 1 năm 2016. Từ năm 2016 đến nay, huấn luyện viên của cô là Jiri Vanek.

## Sự nghiệp

### 2006-2010: Bắt đầu sự nghiệp thi đấu chuyên nghiệp, danh hiệu đầu tiên và top 50 thế giới
Giải đấu Grand Slam duy nhất của Kvitová khi còn là tay vợt thiếu niên là giải vô địch Wimbledon 2007. Trong vòng đơn nữ, Kvitová xếp hạt giống thứ 8 và tiến vào vòng 16 tay vợt mạnh nhất sau khi đánh bại Jocelyn Rae và Malena Gordo trước khi thua tại tứ kết trước Kuluzyna Piter sau 2 sét. Trong vòng đánh đôi, cô đã chơi cùng với đồng nghiệp người Czech Kateřina Vaňková nhưng thất bại ngay rào cản đầu tiên bởi bộ đôi Mariana Duque Mariño và Michelle Larcher de Brito.
Kvitová lần đầu tiên đủ điều kiện tham dự giải đấu WTA đầu tiên trong sự nghiệp của cô tại ECM Prague Open năm 2007, nhưng cô đã thua trong vòng thứ hai vòng loại điều kiện bởi Ekaterina Ivanova. Sau đó, cô xuất hiện lần đầu tiên trong một giải đấu WTA chính thức tại giải Nordea Nordic Light Open 2007, nơi cô thua trong vòng một bởi Marta Domachowska trong ba set. Trong suốt những năm 2006 và 2007, Kvitová đã giành được sáu danh hiệu ITF đơn nữ, bốn trong số đó là ở quê nhà của cô. Cô cũng thi đấu trận đầu tiên tại Fed Cup vào năm 2007 cùng với Barbora Strýcová trong vòng đôi, họ thua đội tuyển Tây Ban Nha là cặp đôi Nuria Llagostera Vives và Virginia Ruano Pascual.
Kvitová bắt đầu năm 2008 bằng việc đánh bại Anabel Medina Garrigues trong trận mở màn tại Paris cho lần đầu tiên vào nhánh đấu chính của WTA trước khi thua hạt giống thứ tư Elena Dementieva. Sau đó, cô ấy đã có chiến thắng top 10 đầu tiên trong sự nghiệp của mình khi đánh bại số 8 thế giới và là đương kim vô địch Venus Williams ngay vòng đầu tiên ở Memphis. Vào tháng 4, cô đã chơi trận đấu đơn đầu tiên tại Fed Cup, nơi cô đối mặt với tay vợt Israel Shahar Pe'er và đã giành chiến thắng sau 3 set. Cô cũng giành được danh hiệu ITF thứ 7 và gần đây nhất cùng tháng đó. Kvitová sau đó xuất hiện lần đầu tại Grand Slam tại French Open, và đi đến vòng 16, nơi cô thua Kaia Kanepi trong 3 set, sau khi đã đánh bại Akiko Morigami, Samantha Stosur và hạt giống thứ 12 Ágnes Szávay. Vào tháng 10, cô đã vào đến tứ kết ở Zurich với tư cách là tay vợt điều kiện và cô thua hạt giống thứ hai Ana Ivanovic, nhưng kết quả sau giải đấu đó là cô đã vào top 50 bảng xếp hạng WTA lần đầu tiên. đã hoàn thành năm 2008 với hạng 44 thế giới.
Kvitová bắt đầu năm 2009 ấn tượng bằng cách vào được trận chung kết đầu tiên, tại Moorilla Hobart International, đã đánh bại Sally Peers, Alona Bondarenko, Anastasia Pavlyuchenkova, Virginie Razzano trên con đường vào đến trận cuối cùng. Ở đó, cô đã đánh bại Iveta Benešová để dành danh hiệu WTA đầu tiên sự nghiệp. Sau khi xuất hiện liên tiếp tại Australian Open, Open GDF Suez và giải vô địch quần vợt Dubai, cô đã vào đến vòng thứ ba ở Indian Wells, và thua nhà vô địch năm đó là Vera Zvonareva. Sau đó, cô rút khỏi giải Pháp mở rộng do chấn thương mắt cá chân và cũng bại trận ở vòng đầu tiên của Wimbledon. Tại US Open, cô đã đánh bại số 1 thế giới Dinara Safina ở vòng ba trong ba set, đây là chiến thắng đầu tiên của cô trước 1 tay vợt đang là đương kim số 1 thế giới. Kvitová xếp hạng thấp hơn đến 71 bậc so với Safina vào thời điểm đó.Tuy nhiên, cô đã nhanh chóng thất bại trước Yanina Wickmayer ở vòng 16 trong ba set. Tại Generali Ladies Linz, Kvitová đã có trận chung kết thứ hai trong năm, nơi cô thua Wickmayer một lần nữa. Cô kết thúc năm 2009 với vị trí số 62 thế giới.

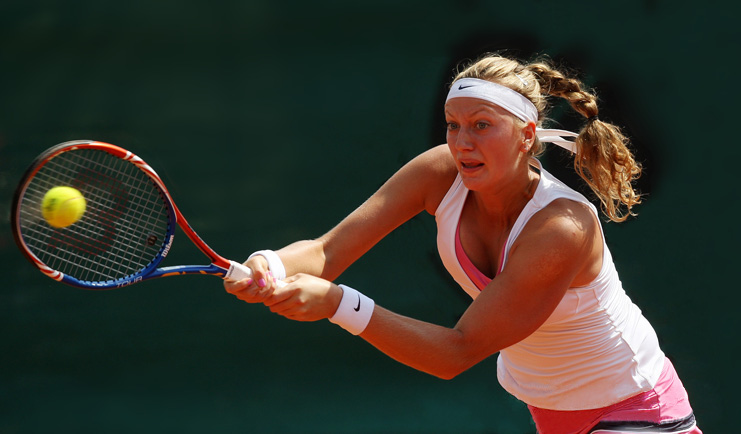
Kvitová năm 2011

Năm 2010, Kvitová lọt vào bán kết của Cúp Nam Cellular, thất bại trước nhà vô địch Maria Sharapova. Sau đó, cô vào đến bán kết Wimbledon, đánh bại Sorana Cîrstea, Zheng Jie, Victoria Azarenka, Caroline Wozniacki và Kaia Kanepi lần lượt, trước khi thua đương kim vô địch Serena Williams trong 2 set Tuy nhiên, lần đầu tiên cô được giành được vị trí 30 trên bảng xếp hạng WTA. Tuy nhiên, sau Wimbledon, cô đã phải chịu 5 trận thua tiên liên tiếp trước khi phá vỡ chuỗi trận thua tại giải US Open. Ở đó, cô đã đánh bại Lucie Hradecká và Elena Baltacha, trước khi để thua Kim Clijsters ở vòng ba. Kvitová đã lọt top 40 lần đầu tiên trong năm 2010, xếp hạng 34, và giành được giải thưởng WTA Newcomer of the Year.

### 2011: Danh hiệu Grand Slam và WTA Tour Championships đầu tiên.
Kvitová bắt đầu năm 2011 bằng danh hiệu thứ hai của mình tại Brisbane International, đánh bại các hạt giống số 3 Nadia Petrova và hạt giống thứ năm Anastasia Pavlyuchenkova trên đường đến trận chung kết, nơi cô đánh bại Andrea Petkovic và danh hiệu này. Với chiến thắng tại chung kết, cô đã vươn lên thứ hạng thế giới số 28. Kvitová là hạt giống thứ 25 tại giải Australian Open, và cô đã vào đến tứ kết trước khi cô thua Vera Zvonareva. Cuộc chạy đua mạnh mẽ của cô trong những tháng đầu năm 2011 đã giúp cô leo lên top 20 lần đầu tiên trong bảng xếp hạng, ở vị trí số 18 thế giới.Kvitová sau đó đánh bại Slovaks Dominika Cibulková và Daniela Hantuchová trong vòng mở đầu Fed Cup để đưa đội tuyển Séc vào bán kết. Tại giải đấu GDF Suez mở rộng, Kvitová giành danh hiệu thứ hai của năm này bằng cách đánh bại đương kim số 1 thế giới mới được trao cho nhà vô địch Úc mở rộng Kim Clijsters trong trận chung sau chỉ 2 set. Một lần nữa, thứ hạng của Kvitová đã vươn lên một tầm cao mới với số 14 thế giới. Sau đó, cô bị loại sớm bởi Ayumi Morita ở Dubai. Cô thua hai trận mở màn tiếp theo của mình bởi Barbora Záhlavová-Strýcová ở Indian Wells, và bởi Kristina Barrois tại một giải đấu ITF ở Nassau. Tại Sony Ericsson Open, Kvitová đã đánh bại Varvara Lepchenko ở vòng hai nhưng sau đó thua trận tiếp theo của cô với Pavlyuchenkova. Trong trận bán kết Fed Cup với Bỉ, cô dẫn dắt đội tuyển Séc vào chung kết, với chiến thắng trước Yanina Wickmayer và Kirsten Flipkens.

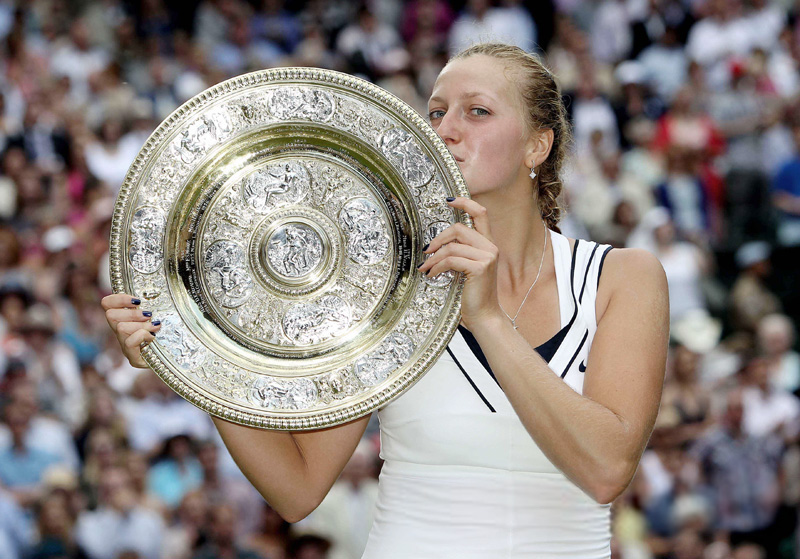
Kvitova vô địch Wimbledon 2011

Kvitová khởi động mùa giải đất nện ở Madrid Open, nơi cô giành danh hiệu thứ ba của năm và danh hiệu WTA Mandatory đầu tiên của cô. Cô đánh bại Alexandra Dulgheru, Chanelle Scheepers và hạt giống thứ hai Zvonareva để vào được vòng 8 người cuối cùng. Sau đó, cô đã vượt qua Cibulková và Li Na để đến được trận chung kết, nơi cô đánh bại Victoria Azarenka để giành danh hiệu lớn nhất trong sự nghiệp của cô ở thời điểm đó. Cô đã xuất hiện lần đầu trong top 10 sau giải đấu với vị thứ 10 thế giới. Tuần sau đó, bởi vì Jelena Janković không bảo vệ được điểm của mình ở Rome, Kvitová đã tăng bậc lên vị trí thứ 9. Cô đã chơi một giải đấu ITF khác tại quê nhà ở Prague, thua trận chung kết bởi Magdaléna Rybáriková. Kvitová là hạt giống thứ chín tại French Open. Cô đã đánh bại Gréta Arn, Zheng Jie, và Vania King, trước khi thua nhà vô địch cuối cùng Li Na ở vòng thứ tư, mặc dù đã dẫn 3–0 trong set quyết định. Kvitová chơi một giải đấu khởi động cho Wimbledon ở Eastbourne và đến trận chung kết, nơi cô thua Marion Bartoli trong ba set. Kvitová sau đó giành danh hiệu Grand Slam đầu tiên tại giải vô địch Wimbledon. Với xếp hạng hạt giống thứ tám, cô đã đánh bại Alexa Glatch, Anne Keothavong, loại Tsvetana Pironkova và hạt giống thứ tư Azarenka giành quyền lọt trận chung kết Grand Slam đầu tiên của cô, nơi cô đánh bại hạt giống thứ năm Maria Sharapova chỉ trong 2 set. Vì vậy, cô trở thành tay vợt nữ thuận tay trái đầu tiên giành danh hiệu đơn nữ kể từ khi Martina Navratilova vào năm 1990, tay vợt đầu tiên của cả hai giới sinh năm 1990 giành chức vô địch Grand Slam và tay vợt Séc đầu tiên giành danh hiệu Grand Slam kể từ khi Jana Novotná thắng Wimbledon vào năm 1998. Tiếp theo Wimbledon, cô đã khởi động chiến dịch tại US Open tại Rogers Cup ở Toronto, nơi cô đánh bại Anabel Medina Garrigues trong trận mở màn, nhưng sau đó thua Petkovic ở vòng 16. Tuần sau đó tại Western & Southern Open, cô thua Petkovic trong vòng một một lần nữa. Sau đó cô bại trận bởi Dulgheru trong vòng mở màn của US Open, do đó trở thành nhà vô địch Grand Slam đầu tiên thua trong vòng đầu tiên của Grand Slam sau mà không thắng được một set nào.
Phong độ của Kvitová sau đó được cải thiện ở Tokyo, cô đã vào đến bán kết, thua Zvonareva. Cô đã lọt vào top 5 bảng xếp hạng WTA, ở vị trí thứ 5 thế giới, sau Tokyo và cũng đạt đủ điều kiện tham gia giải đấu WTA Tour Championships lần đầu tiên trong sự nghiệp của cô. Tuy nhiên, ngay tuần sau đó, cô đã thua trong vòng đầu tiên của giải Trung Quốc mở rộng bởi Sofia Arvidsson trong ba set. Sau đó, tại Generali Ladies Linz, cô đã đánh bại Rebecca Marino, Patricia Mayr-Achleitner, Hantuchová và Janković trên đường tới trận chung kết, nơi cô đánh bại Cibulková để lấy danh hiệu thứ năm của mùa giải.
Tại giải vô địch WTA Tour ở Istanbul, hạt giống số 3 Kvitová đã trở thành nhà vô địch thứ ba. Trong vòng loại, cô đã đánh bại Zvonareva, Wozniacki, và Agnieszka Radwańska trong 2 set, đưa cô đến bán kết. Đối thủ tiếp theo của cô là Stosur, người mà cô đã đánh bại để đến trận chung kết, một trận đấu với Azarenka cho vị trí hạng 2 thế giới, Kvitová giành được chiến thắng sau 3 set. Cô đã kết thúc năm chỉ có 115 điểm để Wozniacki cho vị trí số 1. Cô kết thúc năm 2011 bằng cách giúp Cộng hòa Séc giành được danh hiệu vô địch Fed Cup đầu tiên của mình với tư cách là một quốc gia độc lập. Cuối cùng, người Séc đã chiến thắng Nga 3–2. Cô cũng được vinh danh là tay vợt xuất sắc nhất trong năm của WTA, tay vợt xuất sắc nhất trong năm và Giải vô địch thế giới nữ ITF năm 2011. Ngoài ra, cô cũng giành được giải thưởng Karen Krantzcke Sportsmanship Award.

### 2012: Tiếp tục thành công và Hopman Cup-Fed Cup
Vào đầu năm 2012, Kvitová rất được kỳ vọng sẽ đạt được vị trí số 1 thế giới. Cô nói rằng đạt được vị trí đó "sẽ rất tốt ", nhưng ưu tiên của cô là cải thiện những trận đấu của mình. Kvitová đã chọn không bảo vệ danh hiệu của mình ở Brisbane, thay vì tham gia Cup Hopman với Tomáš Berdych, nơi họ tiếp tục giành chức vô địch, đánh bại Pháp trong trận chung kết. Cô cũng giành được chiến thắng tại tất cả các trận đấu đơn ở sự kiện này, đánh bại Tsvetana Pironkova, Bethanie Mattek-Sands, Caroline Wozniacki và Marion Bartoli. Tại Apia International Sydney, Kvitová đã thua trong trận cuối cùng trước Li Na. Nếu cô ấy thắng giải đấu, cô ấy sẽ là số 1 thế giới mới, nhưng áp lực đã khiến cô ấy không thực hiện được điều đó. Tuy nhiên, việc đến bán kết ở đó đã tạo nên chuỗi chiến thắng dài nhất trong sự nghiệp của cô cho đến nay, 14 trận thắng.. Sau đó, tại Australian Open, nơi hạt giống thứ hai Kvitová được kì vọng nhất đoạt danh hiệu, cô đã đánh bại Vera Dushevina, Carla Suárez Navarro, Maria Kirilenko và Ana Ivanovic để đạt tới tứ kết thứ hai liên tiếp của giải đấu. Ở đó, cô đã loại Sara Errani để tiến vào bán kết, cô thua sau ba set trước Maria Sharapova, mặc dù đã có một break trong set thứ ba.

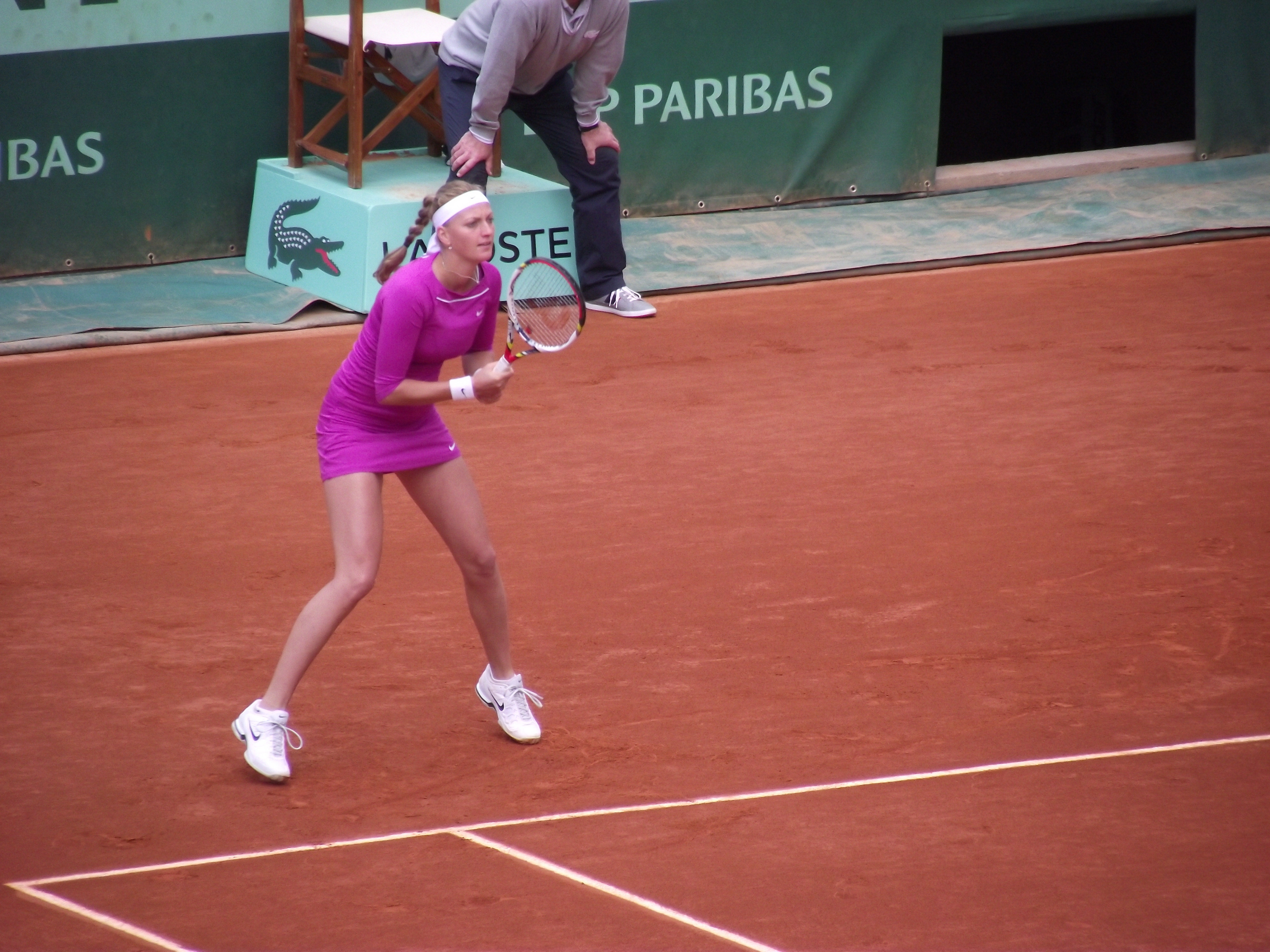
Kvitova tại Roland Garros 2012

Cô tiếp tục kéo dài chuỗi chiến thắng của mình bằng các trận đấu đơn trong nhà (32 trận đấu) với bốn chiến thắng của mình trong Fed Cup trước Đức và Ý, trong vòng mở đầu và bán kết cùng giải. Cô đã ghi được những chiến thắng đó trước những tay vợt người Đức như Julia Görges và Sabine Lisicki, và các tay vợt đến từ Ý Francesca Schiavone và Errani.
Tại Indian Wells, Kvitová thua ở vòng ba trước Christina McHale trong ba set. [40] Tại Miami, cô đã bị loại khỏi vòng hai sau khi thua ba set trước Venus Williams. Tháng sau ở Stuttgart, cô đã đánh bại Schiavone và Angelique Kerber để đến bán kết, và cô để thua Sharapova trong set 2. Tại Mutua Madrid Open, cô là nhà vô địch, nhưng thua ở vòng hai trước người đồng hương Lucie Hradecká. Tại giải đấu đất nện tiếp theo của cô ở Rome, cô đã vào đến tứ kết, và cô thua Kerber. Kvitová được xếp thứ tư tại giải Pháp mở rộng. Cô tiến vào bán kết lần đầu tiên trong sự nghiệp của mình, sau khi đánh bại Ashleigh Barty, Urszula Radwańska, Nina Bratchikova, Varvara Lepchenko và Yaroslava Shvedova. Và tại bán kết, cô đã thua Sharapova một lần nữa,đó là lần thứ ba vào năm 2012.
Kvitová bắt đầu mùa giải sân cỏ tại Eastbourne, nơi cô thua Ekaterina Makarova ở vòng hai. Là hạt giống thứ tư tại Wimbledon, Kvitová đã đánh bại Akgul Amanmuradova, Elena Baltacha và Lepchenko để đến vòng 16. Cô sau đó đánh bại Schiavone để đến tứ kết nhưng cuộc hành trình của nhà vô địch kết thúc sau khi cô bị thua nhanh chỉ sau 2 set bởi nhà vô địch bốn lần là Serena Williams. Sau Wimbledon, Kvitová đã lọt vào top 5 xếp hạng. Kvitová sau đó thi đấu tại Thế vận hội Mùa hè, là hạt giống thứ sáu, cô đã đánh bại Kateryna Bondarenko và Peng Shuai trong hai vòng đấu đầu tiên, cả hai đều với 2 set. Sau đó, cô vượt qua Flavia Pennetta để đến tứ kết. Ở đó, cô ấy đã bị lại bởi KikiLenko.
Kvitová đã khởi động chiến dịch của US Open bằng cách giành chức vô địch Rogers Cup, danh hiệu thứ tám trong sự nghiệp của cô. Cô đã đánh bại Bartoli trong vòng 16, Tamira Paszek ở tứ kết, Wozniacki trong trận bán kết và Li trong trận chung kết để giành chức vô địch, chấm dứt cơn hạn hán danh hiệu kéo dài 10 tháng.Tại Western & Southern Open, cô đã vào đến bán kết, lại thua Kerber một lần nữa. Sau đó, cô giành danh hiệu thứ hai của năm và thứ chín trong sự nghiệp của mình ở New Haven, nơi cô đã đánh bại Lucie Šafářová ở tứ kết, Errani ở bán kết và Kirilenko trong trận chung kết. Cô cũng bảo vệ được danh hiệu tại US Open Series sau chiến thắng vòng tứ kết của mình trước Šafářová. Tại giải US Open, cô đã lọt vào vòng 4 lần đầu tiên kể từ năm 2009. Trước đó, cô đã đánh bại Polona Hercog và Frenchwomen Alizé Cornet và Pauline Parmentier. Sau đó, cô thua Bartoli trong ba set.
Trong thời gian diễn ra những sự kiện ở châu Á, Kvitová đã không gặt hái được nhiều thành công khi cô bị thua sớm ở Tokyo và Bắc Kinh. Kvitová là tay vợt loại thứ sáu đủ điều kiện cho giải vô địch WTA Tour Championships sau giải mở rộng Trung Quốc. Là nhà vô địch, cô đã thua trận đấu vòng đầu tiên của mình với Agnieszka Radwańska trong 2 set và sau đó bị buộc phải rút lui vì nhiễm virus. Kvitová kết thúc năm 2012 ở vị trí số 8 thế giới. Sau đó, cô giúp đội tuyển Séc bảo vệ danh hiệu vô địch Fed Cup của họ, giành 1–1 trong các trận đấu đơn với Serbia trong trận chung kết trước khi CH Séc giành chiến thắng 3–1 trong nhờ Šafářová.

### 2013: Sự trở lại vào cuối mùa
Kvitová bắt đầu năm 2013 tại Brisbane International. Hạt giống thứ sáu, cô chấp nhận thất bại ở vòng hai bởi người về nhì mùa giải đó Anastasia Pavlyuchenkova. Sau đó, cô thua trận đấu mở màn ở Sydney bởi Dominika Cibulková. Kvitová là hạt giống thứ tám tại Australian Open. Cô tiếp tục vòng 2 sau khi vượt qua Francesca Schiavone ở vòng đầu tiên trong ba set. Tuy nhiên, ở vòng hai, cô cố gắng thắng Laura Robson và cuối cùng đã thua trong ba set. Kvitová sau đó được trao vé tự do tham dự GDF mở rộng. Cô đã đánh bại Stefanie Vögele để đến tứ kết, và cô đã để thua trước Kristina Mladenovic. Ở vòng mở màn của Fed Cup, nơi đội tuyển Séc gặp Australia, Kvitová đã bắt đầu bằng chiến thắng trước Jarmila Gajdošová và theo sau đó với chiến thắng ba set trước Samantha Stosur, cứu được Match point trong trận đấu này. CH Séc sau đó tiến vào bán kết với tỉ số 4-0.
Kvitová sau đó lên đường tới danh hiệu đầu tiên của năm, và cột mốc thứ 10 trong sự nghiệp của cô, ở Dubai, chưa bao giờ thắng một trận đấu nào tại các giải đấu trước đó. Cô đã đánh bại Ana Ivanovic, Agnieszka Radwańska, Caroline Wozniacki và Sara Errani trên đường đến danh hiệu. Tiếp theo đó là sự xuất hiện tại tứ kết Qatar Total Open, nơi cô thua Serena Williams trong ba set, do đó cho phép Williams giành lại vị trí số 1 thế giới.Sau đó, cô vào đến tứ kết đầu tiên của mình tại BNP Paribas Open. Là hạt giống thứ năm, cô đã đánh bại Olga Govortsova, Lesia Tsurenko và Klara Zakopalová trước khi thua Maria Kirilenko trong ba set. Tiếp theo là thua Kirsten Flipkens ở vòng thứ ba của Miami.
xxxxnhỏ|Kvitova 2013]]
Kvitová bắt đầu mùa thi đấu trên mặt sân đất nện của mình bằng việc vào đến trận chung kết ở Katowice, và cô đã thua trước Roberta Vinci trong bộ 2 set. Trong trận bán kết Fed Cup với Italy, Kvitová đã thua Vinci một lần nữa trong trận đầu tiên của mình trước khi kịp trở lại để vượt qua Errani trong ba set. Tuy nhiên, đội Séc đã rời khỏi giải đấu ở giai đoạn đó. Tại Stuttgart, Kvitová đã đánh bại Germans Annika Beck và Julia Görges để đến tứ kết và để thua Li Na. Sau đó, cô bị loại sớm ở Madrid bởi Daniela Hantuchová. Tại Rome, cô thi đấu với Sabine Lisicki trong buổi đầu tiên nhưng sau đó thua Stosur. Tại giải Pháp mở rộng, Kvitová đã đánh bại Aravane Rezaï và Peng Shuai trước khi thua ở vòng thứ ba bởi Jamie Hampton trong 2, trong một trận 2 set.
Kvitová khởi động mùa giải mặt sân cỏ ở Eastbourne, thua Yanina Wickmayer ở vòng hai. Hạt giống thứ tám, Kvitová đạt đến tứ kết của Wimbledon. Cô vượt qua Coco Vandeweghe ở vòng đầu tiên trong ba set trước khi được miễn thi đấu do chấn thương từ Yaroslava Shvedova. Cô đã vào đạt đến tám tay vợt cuối cùng sau khi đánh bại Ekaterina Makarova và Carla Suárez Navarro nhưng ở đó, cô đã thua Flipkens trong ba set. Trong loạt US Open Series, Kvitová đã vào đến tám người cuối cùng South California Open, và cô bị đánh bại bởi Virginie Razzano. Cô phải bảo vệ chức vô địch tại Rogers Cup và đánh bại Eugenie Bouchard và Stosur để đến tứ kết nhưng không thể bảo vệ danh hiệu của mình khi cô thua Sorana Cîrstea cuối cùng trong ba set.Tại giải Western & Southern Open, cô thua Wozniacki ở vòng ba. Kvitová phải bảo vệ vô địch ở New Haven và đã có trận chung kết một lần nữa nhưng đã bị đánh bại bởi Simona Halep. Tại giải US Open, cô thua Alison Riske ở vòng thứ ba, việc này khiến cô rơi khỏi top 10 lần đầu tiên kể từ tháng 5 năm 2011. Tại Toray Pan Pacific Open, Kvitová là hạt giống thứ bảy đã vào đến tứ kết sau khi đánh bại Belinda Bencic và Madison Keys, cả hai đều với 2 set. Sau đó, cô vượt qua Svetlana Kuznetsova và Venus Williams để đến được trận chung kết, nơi cô đã đánh bại Angelique Kerber cho danh hiệu thứ hai của năm 2013, tổng danh hiệu thứ 11 trong sự nghiệp của cô. Sau đó, cô đã vào đến bán kết của China Open, nơi cô thua Jelena Janković. Nhờ kết quả rất tốt của cô ở châu Á, cô đã thành công và đủ điều kiện tham gia Giải vô địch WTA Tour vào ngày 7 tháng 10. Là hạt giống thứ năm, cô đã tham gia bán kết sau khi chiến thắng trước Radwańska và Kerber trong vòng đấu vòng tròn nhưng, cô thua Li Na. Cô đã kết thúc năm ở vị số 6 thế giới. Hơn nữa, Kvitová đã được trao giải thưởng Karen Krantzcke Sportsmanship lần thứ hai.

### 2014: Danh hiệuGrand Slam Wimbledonthứ 2 và danh hiệu Fed Cup lần thứ 3
Kvitová bắt đầu năm 2014 bằng cách tham dự Hopman Cup với Radek Štěpánek. Cô đã giành chiến thắng tất cả các trận đấu đơn của mình nhưng họ đã không thể tiến tới trận chung kết, kết thúc ở vị trí thứ hai trong nhóm của họ sau đội vô địch cuối cùng là Pháp. Kvitová sau đó thi đấu ở Sydney, nơi cô đã vào tới bốn người cuối cùng sau khi đánh bại Christina McHale và đồng hương Lucie Šafářová. Ở đó, cô đã bị loại bởi Tsvetana Pironkova trong 2 set,.Tại giải Úc Mở rộng, cô đã thua Luksika Kumkhum ở vòng đầu tiên trong ba set. Đây là lần đầu tiên Kvitová rời khỏi một giải đấu Grand Slam ở vòng mở màn kể từ năm 2011 tại US Open.
Kvitová đã được lên kế hoạch để tham dự GDF Suez Open, nhưng đã rút lui trước trận đấu mở đầu của cô vì bệnh hô hấp. Bởi vì điều này, cô đã không thể cạnh tranh trong vòng đấu Fed Cup với đội tuyển Tây Ban Nha. Tại Qatar Total Open, hạt giống số 3 Kvitová vào vòng tứ kết với hai chiến thắng ba set, thắng khó khăn trước Venus Williams và Šafářová trước khi thua Jelena Janković. Tại giải vô địch quần vợt Dubai, cô không thể bảo vệ danh hiệu của mình khi cô thua trận mở màn của mình với Carla Suárez Navarro. Tiếp theo, Kvitová thi đấu ở Indian Wells, cô là hạt giống thứ tám. Cô đánh bại Coco Vandeweghe và Svetlana Kuznetsova trước khi thua Dominika Cibulková. Tại Miami, cô lại là hạt giống thứ tám và đánh bại Paula Ormaechea, Donna Vekić và hạt giống thứ 12 Ana Ivanovic để đạt được tứ kết đầu tiên của giải đấu. Ở đó, cô đã thua nhanh hạt giống thứ tư Maria Sharapova.

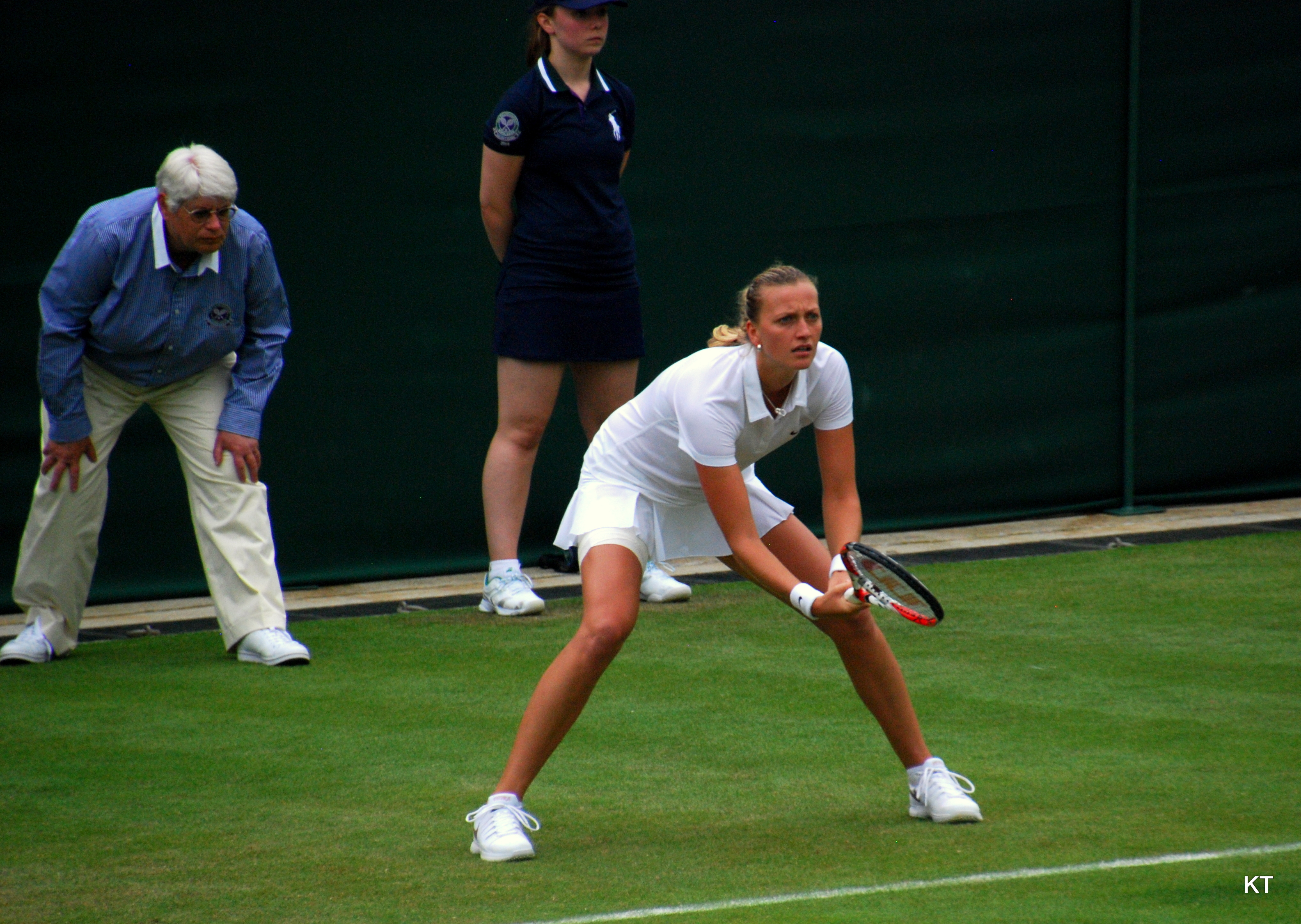
Kvitova tại Wimbledon 2014

Tại trận bán kết Fed Cup với đội tuyển Italia, Kvitová đã đánh bại cả Camila Giorgi và Roberta Vinci trong sét đấu 2 set, do đó đưa đội Séc vào trận chung kết thứ ba trong bốn năm qua. Kvitová bắt đầu chiến dịch sân đất nện ở Stuttgart, thua Alisa Kleybanova trong trận mở màn. Tại Mutua Madrid Open, cô đã đánh bại Sorana Cîrstea, Varvara Lepchenko và Šafářová để đến tứ kết, cô nhận được sự rút lui của Serena Williams. Sau đó, cô đã thua trận bán kết cuối cùng Simona Halep. Kvitová sau đó thua trận mở màn ở Rome với Zhang Shuai. Cô đã bị loại khỏi vòng thứ ba của giải Pháp mở rộng năm thứ hai liên tiếp, lần này là cựu vô địch Kuznetsova trong một cuộc rượt đuổi kịch tích trong ba set. Kvitová đã thi đấu ở Eastbourne, nơi cô tiến vào tứ kết nhưng sau đó bị buộc phải rút lui do chấn thương gân kheo. Kvitová được xếp thứ sáu tại Wimbledon. Cô đã thắng hai trận đầu tiên dễ dàng đồng hương Andrea Hlaváčková và Mona Barthel. Cô phải đối mặt với cựu vô địch và hạt giống thứ bảy Venus Williams ở vòng thứ ba và tiếp tục giành chiến thắng trong ba set. Sau khi loại Peng Shuai ở vòng thứ tư, cô đã đánh bại hai người Séc nữa Barbora Záhlavová-Strýcová và Šafářová để đến trận chung kết Grand Slam thứ hai của mình. Ở đó, cô đã đánh bại Eugenie Bouchard trong 2 set để giành danh hiệu Grand Slam thứ hai của mình. Cô đã vươn lên vị trí số 4 thế giới, do đó trở lại bảng xếp hạng top 5 lần đầu tiên kể từ năm 2012. Kvitová đã khởi động trước thềm US Open Series tại Rogers Cup, cô là hạt giống thứ hai. Cô không phải thi đấu vòng đầu tiên và phải đối mặt với Aussie Casey Dellacqua trong trận mở màn của cô, và cô đã giành chiến thắng. Ở vòng thứ ba, cô thua Ekaterina Makarova trong ba set. Ở Cincinnati, hạt giống thứ ba Kvitová đã được miễn thi đấu vòng 1 và đối mặt với Elina Svitolina trong trận mở màn và đã chịu thua chỉ sau 2 set. Tại Connecticut Open, cô đã được xếp hạt giống thứ hai, cô nhận bye vào vòng thứ hai, cô phải đối mặt với Makarova một lần nữa, và cô đã đánh bại dễ dàng trong 2 set thẳng. Cô là hạt giống duy nhất để đến tứ kết. Ở đó, cô đánh bại Záhlavová-Strýcová trong các set thẳng. Sau đó, cô tiếp tục đánh bại Samantha Stosur để đạt được trận chung kết thứ ba liên tiếp tại New Haven. Cô đã giành danh hiệu bằng cách đánh bại Slovak Magdaléna Rybáriková trong trận chung kết, danh hiệu thứ 13 của cô. Tại giải US Open, Kvitová đã thua trước Serbian Aleksandra Krunić ở vòng ba. Tháng sau tại lễ khai mạc Vũ Hán Mở rộng, hạt giống thứ ba Kvitová vào vòng thứ ba bằng cách đánh bại Karin Knapp của Ý trong trận mở màn Sau đó, cô vượt qua đồng hương Czech Karolína Plíšková cho một vị trí trong tám người cuối cùng, cô loại Caroline Garcia. Trong trận bán kết, Kvitová đã trả lại được sự thất bại của mình trước Svitolina bằng cách đánh bại nữ tay vợt người Ukraine ngay lập tức để đến trận chung kết. Ở đó, cô đánh bại Bouchard chỉ sau 2 set để giành được danh hiệu thứ 14 của cô.Với chiến thắng này, Kvitová trở thành tay vợt thứ tư đủ điều kiện tham gia vòng chung kết WTA tại Singapore. Đây cũng là lần đầu tiên kể từ năm 2011, cô đã giành được hơn hai danh hiệu trong một mùa giải. Sau đó, tuần tiếp theo tại Trung Quốc Mở rộng, Kvitová với phong độ tốt của mình vào đến trận chung kết thứ tư của năm nhưng thua Sharapova trong ba set.
Tại vòng chung kết WTA, Kvitová đã bị đánh bại bởi Agnieszka Radwańska trong trận mở màn của cô. Sau đó, cô liền mạch các chiến thắng liên tiếp trước Sharapova, nhưng sau đó thất bại để vượt qua vòng bán kết khi cô thua Caroline Wozniacki trong trận đấu vòng tròn cuối cùng của cô. Tuy nhiên, Kvitová đã kết thúc năm là số 4 thế giới. Tại Cúp Fed, nơi Cộng hòa Séc đối đầu với Đức đoạt danh hiệu danh hiệu, cô đã thắng Andrea Petkovic và Angelique Kerber. Cuối cùng, Cộng hòa Séc giành danh hiệu Fed Cup thứ ba trong bốn năm bằng chiến thắng trong trận chung kết 3–1. Kvitová đã nhận được hai giải thưởng trong năm 2014, giải thưởng Karen Krantzcke Sportsmanship Award và giải thưởng Diamond Aces.

### 2015: Phong độ không ổn định vàbệnh bạch cầuđơn nhân
Kvitová khởi động năm 2015 ở Thâm Quyến khi cô là hạt giống thứ hai, cô thua hạt giống thứ tám Timea Bacsinszky ở bán kết. Kvitová là hạt giống thứ hai ở Sydney và nhận được một vòng đầu tiên không phải thi đấu. Cô đã đánh bại Peng Shuai ở vòng hai và sau đó đánh bại Jarmila Gajdošová vào top 8 cuối cùng. Trong một trận tái đấu bán kết ở đây cách đây một năm, Kvitová đã vượt qua được sự thất bại trước đó của cô với Tsvetana Pironkova, và sau đó tiếp tục đánh bại đồng hương người Séc Karolína Plíšková trong trận chung kết cho danh hiệu đầu tiên của năm, thứ 15 trong sự nghiệp của cô. Tại giải Úc Mở rộng, hạt giống số 4 Kvitová đã gây thất vọng khi bị loại bởi Madison Keys ở vòng thứ ba trong 2 set. Kvitová sau đó thua ở Dubai và Doha ở vòng ba và tứ kết tương ứng, cả hai đều thua Carla Suárez Navarro. Sau đó, cô rút khỏi Indian Wells và Miami do kiệt sức.
Cô đã trở lại sau sáu tuần nghỉ tại trận bán kết Fed Cup, nơi Séc phải đối mặt với Pháp. Kvitová đã giành được cả hai trận thắng ngay lập tức, đánh bại Kristina Mladenovic và Caroline Garcia. Đội tuyển Sécsau đó đã tiến tới trận chung kết lần thứ tư sau 5 năm. Sau đó, cô bỏ trận mở màn của mình ở Stuttgart với Madison Brengle. Tại Mutua Madrid Open, Kvitová đã đi vào tứ kết với những chiến thắng trước Olga Govortsova, Coco Vandeweghe và Anastasia Pavlyuchenkova. Sau đó, cô tiến vào bán kết sau khi loại Irina-Camelia Begu để tạo nên một cuộc đụng độ với hạt giống số 1 Serena Williams. Cô đã không thể đánh bại được Williams trong năm lần gặp nhau trước đó nhưng lần này cô đã chiến thắng chỉ với 2 set để tiến tới trận chung kết Madrid thứ hai của cô. Chiến thắng này cũng kết thúc chuỗi chiến thắng 27 trận đấu của Williams có niên đại từ vòng chung kết WTA năm trước. Trong trận chung kết, cô đã đánh bại Svetlana Kuznetsova trong một màn trình diễn thuyết phục để giành về danh hiệu WTA thứ 16 của cô. Tuần sau ở Rome, Kvitová vào vòng tứ kết thứ hai của giải đấu nhưng ở đó, cô lại thua Suárez Navarro một lần nữa. Tại giải Pháp mở rộng, cô đã xếp thứ tư, cô đã đánh bại Marina Erakovic, Sílvia Soler Espinosa và hạt giống số 30 Begu để đạt được vòng thứ tư của một giải đấu Grand Slam ngoài Wimbledon lần đầu tiên kể từ năm 2012 US Open. Ở đó, cô đã bị đánh bại bởi hạt giống Bacsinszky. Tuy nhiên, sau giải đấu, Kvitová trở lại bảng xếp hạng số 2 thế giới lần đầu tiên kể từ tháng 2 năm 2012.

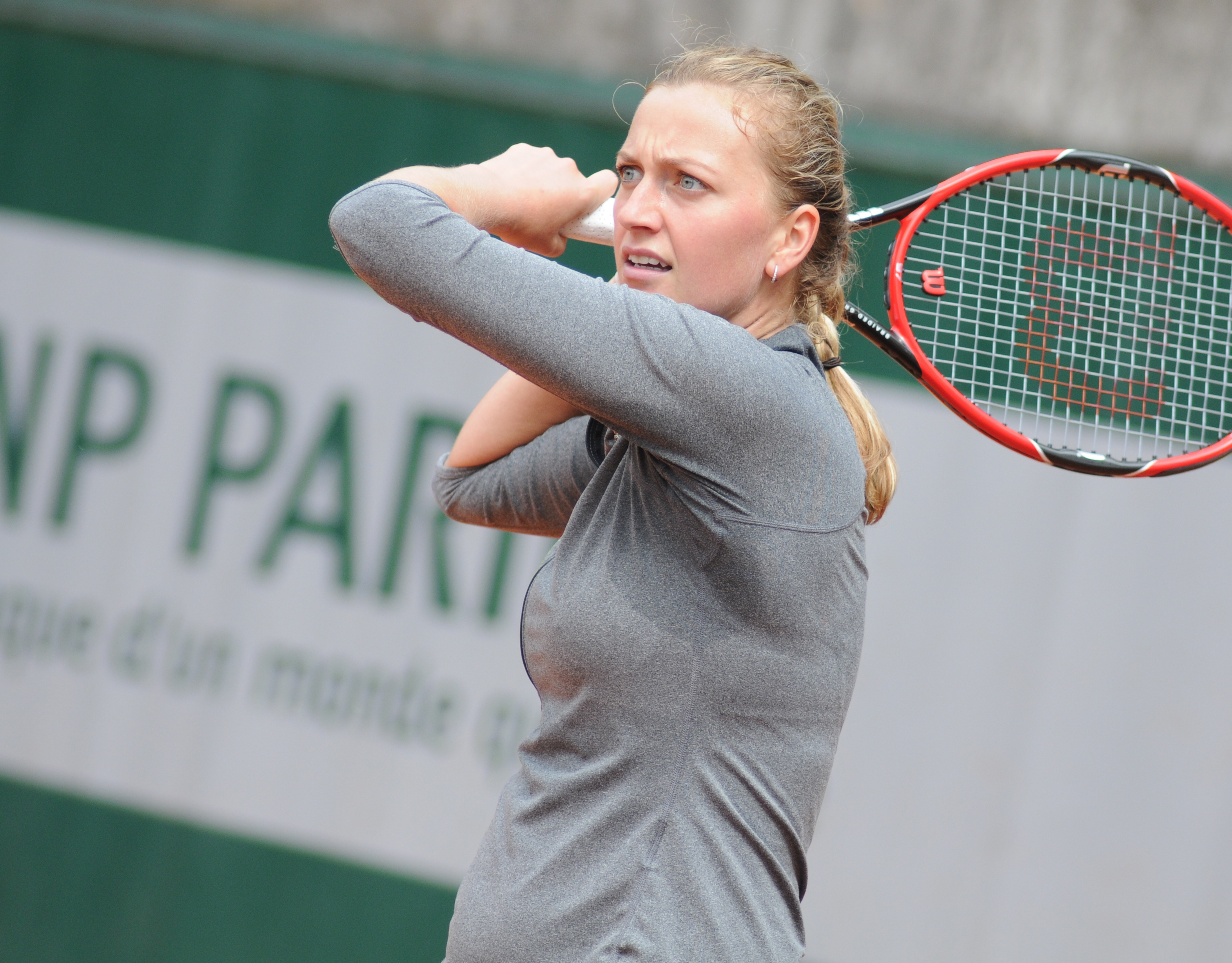
Kvitová năm 2015

Kvitová bắt đầu mùa giải sân cỏ tại Wimbledon, sau khi rút khỏi Eastbourne tuần trước khi bị ốm. Là nhà vô địch và hạt giống thứ hai, cô dễ dàng đánh bại Kiki Bertens ở vòng đầu tiên trong 35 phút, mất chỉ một game. Sau đó, cô đánh bại Kurumi Nara ở vòng thứ hai để tiến tới vòng thứ ba, nơi cô phải đối mặt với hạt giống thứ 28 Jelena Janković. Ở đó, Kvitová đã kết thúc cuộc hành trình của mình như là nhà đương kim vô địch.
Vào tháng 8, tiết lộ rằng Kvitová đã được chẩn đoán mắc bệnh bạch cầu đơn nhân và cô đã nhiễm virus vào mùa xuân trước. Trong loạt trận tại US Open, Kvitová đã thua trận khởi đầu ở Toronto và Cincinnati. Sau đó, với tư cách là nhà đương kim vô địch tại giải Connecticut mở rộng, Kvitová hạt giống thứ hai đã nhận được tạm biệt ở vòng mở màn và một cách an toàn tiến vào bán kết sau khi đánh bại Keys và Agnieszka Radwańska. Sau đó, cô vượt qua Caroline Wozniacki ngay trong trận chung kết thứ tư của cô tại giải đấu, nơi cô đánh bại đồng hương Lucie Šafářová trong ba set cho danh hiệu thứ 17 của cô. Với chiến thắng này, cô cũng bảo vệ thành công một danh hiệu lần đầu tiên trong sự nghiệp của mình. Tại US Open, Kvitová là hạt giống thứ năm và đạt đến vòng 16 sau khi đánh bại Laura Siegemund, Nicole Gibbs và hạt giống thứ 32 Anna Karolína Schmiedlová, tất cả đều thắng 2 set. Sau đó cô tiến tới tứ kết đầu tiên của giải đấu sau khi gặp Johanna Konta, do đó hoàn thành chiến công đạt ít nhất tứ kết của cả bốn Grand Slam. Ở đó, cô đã thua Flavia Pennetta trong ba set.
Các tour ở châu Á không thành công đối với Kvitová khi cô thua sớm ở Vũ Hán và Bắc Kinh. Tuy nhiên, cô đã thành công trong việc giành vé vào vòng chung kết WTA vào ngày 14 tháng 10. Cô được xếp vào hạt giống thứ tư, cô thua 2 vòng đầu của mình bởi Angelique Kerber và Garbiñe Muguruza nhưng giành được một chiến thắng trước Šafářová. Tuy nhiên, cô đã giành được một chiến thắng trong trận bán kết, nơi cô đã đánh bại Maria Sharapova ngay lập tức để tiến tới trận chung kết thứ hai của giải đấu. Ở đó, cô đã thua Radwańska sau 3 set. Kvitová đã kết thúc năm thứ 6 thế giới. Cô tham gia trận chung kết Fed Cup, với tỉ số 1–1 trong các trận đấu đơn của mình, và Séc bảo vệ danh hiệu của họ cuối cùng bằng cách giành chiến thắng trong trận đánh đôi. Năm đó, Kvitová cũng giành được giải thưởng Karen Krantzcke Sportsmanship Award, lần thứ 3.

### 2016: Huy chương đồng Olympic và Fed Cup
Kvitová đã có một khởi đầu chậm chạp đầu năm 2016 do mắc phải bệnh lý đường tiêu hóa, tỉ số 2-4 trong những trận thuộc nhánh đấu chính trong hai tháng đầu tiên, với những chiến thắng trước Luksika Kumkhum tại Australian Open và Barbora Strýcová ở Doha. Một tuần sau khi kết thúc Australian Open, Kvitová và huấn luyện viên lâu năm David Kotyza kết thúc hợp đồng. Trong trận đấu mở màn Fed Cup gặp đội tuyển Romania, cô đã thua tất cả các trận đấu đơn của mình. Tuy nhiên, đội tuyển Séc cuối cùng đã lọt vào bán kết với tỉ số 3-2. Tại BNP Paribas Open, nơi cô đã được xếp hạt giống thứ tám, Kvitová giành các chiến thắng liên tiếp lần đầu tiên trong gần sáu tháng, đạt đến tứ kết đầu tiên của năm. Và, cô đã thua Agnieszka Radwańska ngay lập tức. Tuy nhiên, ngay sau đó cô bị loại sớm ở Miami trước tay vợt hạt giống thứ 30 Ekaterina Makarova. Bước vào kì thi đấu trên mặt sân nện, Kvitová đã công bố hợp tác với chuyên gia người Séc František Čermák làm huấn luyện viên mới của mình. Hạt giống thứ năm ở Stuttgart, cô đã có trận bán kết đầu tiên tại giải đấu từ năm 2012 nhưng tại đó, cô đã thua nhà vô địch cuối cùng Angelique Kerber. Tuy nhiên, sau đó cô đã thua sớm ở Madrid và Rome, cựu vô địch trong đó cô là nhà đương kim vô địch Kết quả là, cô đã rớt khỏi top 10 lần đầu tiên kể từ tháng 9 năm 2013, ở vị trí số 12 thế giới, cũng là thứ hạng thấp nhất kể từ tháng 5 năm 2011. Tại giải Pháp mở rộng, Kvitová đã gây thất vọng khi để thua bất ngờ người sau đó vô địch là Shelby Rogers ở vòng ba trong ba set. Kvitová trải qua một mùa thi đấu tệ hại nhất khi cô thất bại sớm trước Jeļena Ostapenko và Johanna Konta ở Birmingham và Eastbourne sau đó. Hạt giống thứ 10 tại Wimbledon, cô dễ dàng đánh bại Sorana Cîrstea ở vòng đầu tiên nhưng cô lại thua trước Makarova, cô thua tay vợt người Nga liên tiếp, khiến nó trở thành lần bị loại ra sớm nhất tại giải đấu kể từ năm 2009. Sau Wimbledon, Kvitová đã rớt khỏi top 10 một lần nữa.
Tham gia US Open Series tại Montreal, Kvitová đã vào vòng 16, cô thua Svetlana Kuznetsova trong 2 set. Tại Thế vận hội mùa hè, hạt giống Kvitová thứ 11 đã đánh bại những người như Violetea Babos và Caroline Wozniacki, và sau đó trả được món nợ 2 lần thua trước đó cho Makarova để đi vào vòng tứ kết Olympic thứ hai liên tiếp của cô, nơi cô đánh bại Elina Svitolina. Cô thua huy chương vàng Monica Puig trong trận bán kết, nhưng sau đó đánh bại Madison Keys trong trận huy chương đồng để giành huy chương Olympic đầu tiên của cô. Vì vậy, cô đã trở thành tay vợt Czech đầu tiên để giành huy chương Olympic trong nội dung đánh đơn từ Jana Novotná vào năm 1996. Kvitová là nhà vô địch hai lần ở New Haven nhưng hành trình của cô kết thúc ở bán kết trước Radwańska. Là hạt giống thứ 14 tại giải US Open, lần đầu tiên kể từ năm 2011 Australian Open, Kvitová không phải là một hạt giống hàng đầu trong một giải đấu Grand Slam, cô đã lọt vào vòng 16 nhưng đã thua Kerber. Sự thật đó có nghĩa là Kvitová đã thất bại trong việc tạo tham dự một trận tứ kết Grand Slam trong năm trong đầu tiên kể từ năm 2009. Sau US Open, Kvitová thông báo rằng cả cô và huấn luyện viên haveermák đã đi theo những con đường khác nhau và không hợp tác với nhau nữa.
Kvitová đã bắt đầu các tour châu Á với một trận thua trước Puig ở vòng hai của Tokyo. Tại Vũ Hán mở rộng, cô vượt qua Ostapenko và Svitolina trong 2 set trắng cho một vị trí trong vòng 16. Ở đó, cô đã giành chiến thắng thứ tư của mình trước đương kim số 1 thế giới, cô đánh bại Kerber trong ba set. Ở tứ kết, cô đã đánh bại Konta và sau đó trong bốn tay vợt cuối cuối cùng, cô tiếp tục trận thắng đầu tiên của mình trước Simona Halep để đạt được trận chung kết đầu tiên của mình trong năm. Ở đó, cô đã áp đảo Dominika Cibulková dành danh hiệu thứ 18 của mình, chấm dứt cơn hạn hán danh hiệu kéo dài 13 tháng. Sau đó, cô đã vào đến tứ kết của China Open, nơi cô thua Keys. Trận thua đó đã chấm dứt hi vọng của Kvitová về điều kiện cho WTA Finals, cô đã năm lần xuất hiện tại sự kiện có niên đại từ năm 2011. Tại BGL Luxembourg Open, Kvitová là hạt giống hàng đầu đã lọt vào trận chung kết nhưng thua Monica Niculescu trong 2 set.
Mặc dù không tham gia được vòng chung kết WTA, Kvitová đã thành công đủ điều kiện cho WTA Elite Trophy. Là hạt giống thứ ba, cô vào cùng một nhóm với Roberta Vinci và Strýcová, đánh bại cả hai người chơi trong các trận thắng 2 set để tiến tới bán kết, nơi cô vượt qua đại diện Zhang Shuai. Trong trận chung kết, cô đã đánh bại Svitolina để giành chiến thắng trong giải đấu lần đầu tiên tham dự của cô, do đó nâng danh hiệu thứ 19 của cô và danh hiệu đầu tiên của cô ở mặt sân trong nhà kể từ khi chiến thắng WTA Finals năm 2011. Kvitová đã kết thúc mùa giải với vị trí số 11 thế giới. Sau đó, cô đại diện cho quốc gia của mình trong trận chung kết Fed Cup, nơi họ tiếp Pháp. Mặc dù thua Caroline Garcia, Séc vẫn tiếp tục bảo vệ thành công danh hiệu của họ bằng cách giành chiến thắng 3–2 để nâng chiếc cúp liên tiếp thứ ba của họ, thứ năm của họ trong sáu năm qua. Với thành tích đó, Kvitová tạo nên kỷ lục của các danh hiệu vô địch Fed Cup đã giành được bởi một tay vợt Séc. Hơn nữa, cô đã được trao giải thưởng Karen Krantzcke Sportsmanship Award cho năm thứ tư liên tiếp.

### 2017: Trở lại sau cuộc tấn công bằng dao tại nhà riêng và lần đầu tiên rớt khỏi top 20

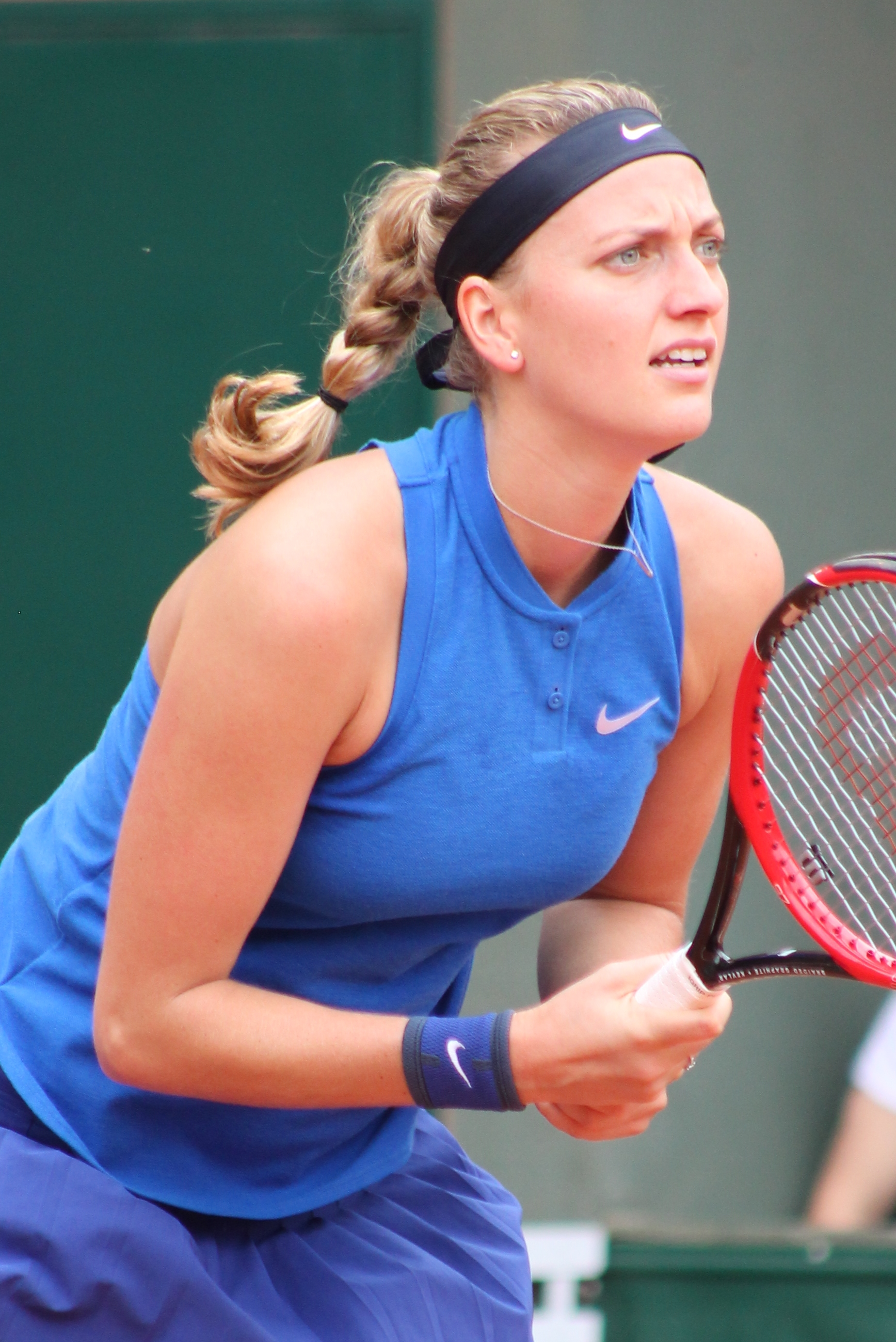
Kvitova năm 2016

Trong mùa nghỉ ngơi của giải đấu năm 2016, chuẩn bị cho năm 2017, Kvitová đã tuyên bố Jiří Vaněk làm huấn luyện viên mới của mình. Tuy nhiên, ngay trước Giáng sinh, cô đã bị cướp tại nhà riêng của cô ở Cộng hòa Séc bởi một kẻ tấn công cầm dao, dẫn đến chấn thương dây chằng và dây thần kinh ở bàn tay trái của cô. Ban đầu cô được dự kiến sẽ phải phục hồi trong sáu tháng, nhưng sau những tiến bộ tốt trong sự hồi phục của mình, Kvitová đã tuyên bố vào cuối tháng 5 rằng cô sẽ trở lại cuộc thi tại French Open, sớm hơn một tháng. Cô bắt đầu sự trở lại Paris của mình với một chiến thắng trước Julia Boserup người Mỹ ở vòng đầu tiên. Tuy nhiên, cô đã thua Bethanie Mattek-Sands ở vòng tiếp theo trong 2 set.
Kvitová bắt đầu mùa giải sân cỏ tại Aegon Classic Birmingham, cô đã đánh bại cả Tereza Smitková và Naomi Broady trong tứ kết để vào được tứ kết đầu tiên của cô trong năm 2017. Tại đó, cô đã hạ hạt giống thứ năm Kristina Mladenovic để vào được top bốn tay vợt cuối cùng, cô tiếp tục loại Lucie Šafářová. Trong trận chung kết, cô đã đánh bại Ashleigh Barty trong ba set cho danh hiệu thứ 20 của mình. Tuy nhiên, sau đó cô thua ở vòng hai của Wimbledon, lần này là bởi Madison Brengle.Tại US Open Series, Kvitová xuất hiện ở tứ kết ở Stanford, nhưng sau đó bị loại sớm ở Toronto và Cincinnati, cả hai dưới tay của Sloane Stephens, trước khi nhận thất bại trong vòng khai mạc New Haven đến Zhang Shuai.Tuy nhiên, cô đã trở lại tại US Open bằng cách đánh bại Jelena Janković, Alizé Cornet và hạt giống thứ 18 Caroline Garcia để đạt được vòng thứ tư. Ở đó, cô gặp hạt giống thứ ba Garbiñe Muguruza và vào tứ kết Grand Slam thứ mười của cô, nơi cô đã bị loại bởi hạt giống thứ chín Venus Williams trong ba set. Kvitová khởi động tour châu Á ở Vũ Hán, nơi cô là nhà đương kim vô địch và đối mặt với tay vợt chủ nhà Peng Shuai như là rào cản đầu tiên, trận đấu kéo dài ba giờ 34 phút. Trận đấu là trận dài nhất trong sự nghiệp của Kvitová cho đến nay. Tại giải China Open, cô đã vượt qua người đồng hương Czech Kristýna Plíšková và Varvara Lepchenko để đến vòng 16, nơi cô đã đánh bại hạt giống thứ năm Caroline Wozniacki. Sau đó, cô đánh bại Barbora Strýcová để đến bán kết nhưng ở đó, cô đã bị đánh bại bởi nhà vô địch Garcia. Sự sa sút lần đầu tiên kể từ năm 2010, Kvitová đã không giành được danh hiệu Premier Mandatory hoặc Premier 5 trong một mùa giải. Sau đó, cô bị loại trong vòng đầu tiên của Thiên Tân bởi Zhu Lin trong ba set. Kết quả này không đủ điều kiện cho WTA Elite Trophy, cô là nhà vô địch đương kim, Kvitová đã rơi khỏi top 20 bảng xếp hạng lần đầu tiên kể từ tháng 1 năm 2011. Sau đó, cô đã kết thúc năm ở vị thứ 29 thế giới. Cô lại nhận được Giải thưởng thể thao Karen Krantzcke một lần nữa, lần thứ năm liên tiếp và thứ sáu trong bảy mùa giải vừa qua.

### 2018: Quay trở lại Top 10
Kvitová bắt đầu năm 2018 tại Sydney, lần đầu tiên không được xếp hạng hạt giống tại một sự kiện Premier kể từ khi Kremlin Cup 2010, sau đó cô buộc phải rút khỏi Brisbane do bệnh virus gây ra. Cô thua Camila Giorgi ở vòng hai. Sau đó, cô đã thua vòng mở màn của Australian Open, gây khó khăn cho Andrea Petkovic trong ba set mặc dù đã có cơ hội kết thúc trận 2 lần. Tuy nhiên, cô đã trở lại phong độ đỉnh cao bằng cách giành danh hiệu St. Petersburg Ladies '. Trên đường đến trận chung kết, cô đã vượt qua những tay vợt như Elena Vesnina, Irina-Camelia Begu, Jeļena Ostapenko và Julia Görges. Sau đó, cô đánh bại Kristina Mladenovic trong trận chung kết bằng một màn trình diễn áp đảo để giành danh hiệu thứ 21 của mình, trở thành cầu thủ thuận tay trái đầu tiên giành được một danh hiệu đơn ở Nga. Kvitová sau đó giành được chiến thắng các trận đấu đơn của mình với Viktorija Golubic và Belinda Bencic ở vòng đầu cúp Fed, nơi Cộng hòa Séc tiếp Thụy Sĩ, và Séc cuối cùng vào vòng cuối cùng với tỷ số 3–1, cũng là lần thứ 9 liên tiếp Fed Cup của họ bán kết. Trận đấu cũng đánh dấu lần đầu tiên kể từ trận chung kết năm 2015 với Nga, nơi Kvitová thắng một trận đấu tại sự kiện này.
xxxxnhỏ|Kvitova vô địch Qatar Open 2018]]
Kvitová mang phong độ tốt của mình tham dự Qatar Total Open, đánh bại Çağla Büyükakçay, Agnieszka Radwańska và Elina Svitolina để đến tứ kết. Ở đó, cô vượt qua Görges vì chấn thương, sau đó vượt qua số 1 Caroline Wozniacki trong ba set để vào trận chung kết. Ở đó, cô đã đánh bại hạt giống thứ tư Garbiñe Muguruza trong ba set để nắm bắt danh hiệu thứ 22 của mình, việc đó đảm bảo cô trở lại top 10 lần đầu tiên kể từ tháng 6 năm 2016. Tại Indian Wells, hạt giống số 9 Kvitová đã vượt qua Kazakhstan Yulia Putintseva vòng mở đầu trong 3 set để thiết lập nên chuỗi chiến thắng dài nhất trong sự nghiệp của cô, 14 trận thắng, bắt đầu ở St. Petersburg một tháng trước. Tuy nhiên, chuỗi trận thắng dừng lại sau khi cô thua tài năng trẻ người Mỹ Amanda Anisimova ở vòng tiếp theo trong 2 set. Sau đó, cô đánh bại Aryna Sabalenka và Sofia Kenin để đến vòng thứ tư ở Miami, nơi cô bị Ostapenko đánh bại. 
Kvitová bắt đầu mùa sân nện của mình với sự xuất hiện tại vòng đầu tiên của cô ở Charleston nhưng cô đã thất bại trước Kristanyna Plíšková, khiến đó trở thành trận thua đầu tiên của mình bởi một tay vợt người đồng hương Czech kể từ tháng 5 năm 2012, đã có 24 trận thắng liên tiếp. Sau đó,cô phải đối mặt với Đức trong trận bán kết Fed Cup, cô lần lượt thắng Görges và Angelique Kerber, do đó đưa đội Séc vào trận chung kết thứ sáu trong tám năm qua. Tiếp theo là thua Kerber ở vòng đầu tiên của Stuttgart. Kvitová sau đó giành được danh hiệu đầu tiên của mình trên sân nhà bằng cách giành chiến thắng trong Praha Open, thắng Tereza Smitková, Natalia Vikhlyantseva, Kate Sininaková và Zhang Shuai để đến trận chung kết, tất cả đều không mất một set nào. CHung kết, cô đã trở lại sau khi thua set 1 trước Mihaela Buzărnescu và dành về danh hiệu thứ 23 của mình, đầu tiên tại một giải đấu cấp quốc tế kể từ Linz vào năm 2011. Tuần sau đó ở Madrid, Kvitová đã dành danh hiệu thứ hai của cô trong hai tuần liên tiếp và 24 trong sự nghiệp của cô. Trên đường đến trận chung kết, cô đã đánh bại Lesia Tsurenko, Monica Puig, Anett Kontaveit, Daria Kasatkina và Karolína Plíšková. Sau đó, cô đã chiến đấu trận rất khó khăn để đánh bại Kiki Bertens để nâng chiếc cúp, thứ ba của giải đấu, một kỷ lục giải đấu về phía tay vợt nữ.

### 2019:Australian Open2019

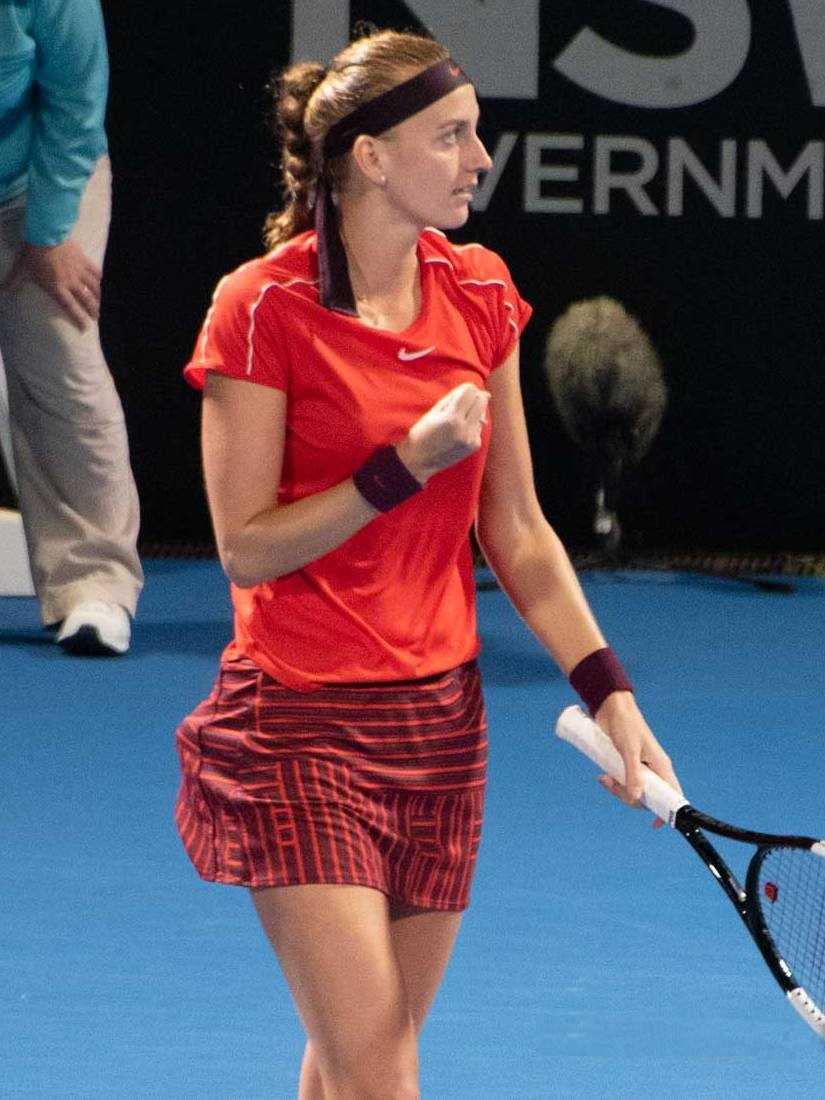
Kvitová tại Sydney International 2019

Kvitová bắt đầu mùa giải 2019 tại Brisbane. Cô đã vượt qua vòng đầu tiên sau khi đánh bại Danielle Collins trong trận đấu kéo dài hơn ba giờ, trước khi thua Anett Kontaveit ở vòng hai. Sau đó, cô giành danh hiệu thứ hai của mình ở Sydney. Cô đã đánh bại Aryna Sabalenka và Hsieh Su-wei để vào tứ kết đầu tiên trên đất Úc kể từ khi giành chiến thắng ở đây vào năm 2015. Ở đó, cô đã đánh bại đương kim vô địch Angelique Kerber và sau đó vượt qua Aliaksandra Sasnovich để đặt vị trí của mình trong trận chung kết. Ở đó, cô trở về sau một trận đấu để đánh bại Ashleigh Barty, giành được danh hiệu thứ 26 trong sự nghiệp.
Là hạt giống số 8 tại Úc mở rộng, Kvitová vào tứ kết mà không có một set thua nào, cô lần lượt giành chiến thắng trước Magdaléna Rybáriková, Irina-Camelia Begu, Belinda Bencic và Amanda Anisimova. Chiến thắng của cô trước Bencic đã thấy cô đến tuần thứ hai tại đây lần đầu tiên kể từ năm 2012 và lần đầu tiên tại một giải Grand Slam bên ngoài US Open kể từ Pháp mở rộng 2015. Ở tứ kết, cô vượt qua Barty trong các ván đấu rất căng thẳng và sau đó đánh bại Collins để tiến tới trận chung kết Grand Slam đầu tiên kể từ năm 2014, và lần đầu tiên cô là ở Wimbledon. Ở đó, cô phải đối mặt với hạt giống thứ tư Naomi Osaka, với thứ hạng số 1 thế giới đang bị đe dọa. Sau khi thua tiebreak ở set đầu tiên, Kvitová đã có một sự trở lại đáng kinh ngạc trong set thứ hai sau khi đối mặt với ba điểm vô địch trên chính cú giao bóng của mình. Sau đó, cô đã thắng bốn games liên tiếp để trở về lúc xuất phát. Tuy nhiên, Osaka đã trở lại từ bước ngoặt này, đánh bại Kvitová trong games quyết định trên đường đến chiến thắng. Tuy nhiên, Kvitová trở lại vị trí số 2 thế giới lần đầu tiên kể từ tháng 6 năm 2015 sau khi kết thúc giải đấu.
Một tuần sau khi giành Á quân Úc mở rộng, Kvitová thi đấu tại St. Petersburg, nơi cô là đương kim vô địch, đánh bại Victoria Azarenka trong trận mở màn để vào tứ kết, nơi cô thua Donna Vekić. Tại Giải vô địch quần vợt Dubai, lần đầu tiên Kvitová đã giành được những chiến thắng liên tiếp tại đây kể từ năm 2013, đánh bại cả Kateřina Siniaková và Jennifer Brady trong ba set để vào tứ kết, nơi cô đã vượt qua Viktória Kužmová trong các ván đấu căng thẳng. Tại bán kết, cô đã vượt qua Hsieh để lọt vào trận chung kết nơi cô chịu thua Bencic sau ba set. Đánh dấu lần đầu tiên Kvitová thua một trận chung kết kể từ năm 2013. Sau đó, cô đã thua trận mở màn của mình tại Indian Wells Open, xuất hiện trong một trận đấu ba set chặt chẽ với Venus Williams. Sau đó, cô thi đấu tại Miami, nơi cô là hạt giống số 3, đánh bại Maria Sakkari, hạt giống thứ 26 Vekić và hạt giống thứ 19 Caroline Garcia để trở lại vòng tứ kết thứ hai của giải đấu. Ở đó, cô chịu thua hạt giống thứ 12 Barty trong ba set.
Kvitová bắt đầu mùa giải sân đất nện của mình ở Stuttgart, nơi cô trở thành tay vợt đầu tiên giành được hai danh hiệu vào năm 2019. Cô lần lượt đánh bại hạt giống thứ ba Greet Trinen, hạt giống thứ bảy Anastasija Sevastova và hạt giống thứ sáu Kiki Bertens trên đường đến trận chung kết, tại đây cô đánh bại hạt giống thứ tám Kontaveit. Đây cũng là danh hiệu đầu tiên của cô trên sân đất đất nện bên ngoài Madrid. Cô là nhà đương kim vô địch tại Madrid Open và đã giành được tám điểm cuối cùng trước khi cô thua Kiki Bertens. Tại giải Ý mở rộng, lần đầu tiên cô thi đấu tại đây kể từ năm 2016, Kvitová đã lọt vào vòng thứ ba nơi cô đối mặt với Sakkari nhưng buộc phải rút lui vì chấn thưong. Sau đó, cô rút lui khỏi giải Pháp mở rộng với một chấn thương ở cánh tay, đưa sân đất nện của mình đến gần sớm. Trở lại thi đấu tại Wimbledon, Kvitová là hạt giống thứ sáu và cô đã đi đến vòng thứ tư nhưng thua hạt giống thứ 19 Johanna Konta trong ba set.
Trong mùa hè, Kvitová đã buộc phải rút khỏi Canada Open để hồi phục chấn thương cánh tay đã gây khó chịu cho cô trong hai tháng qua. Cô trở lại tại Cincinnati, nơi cô thua ngay vòng đầu tiên trước Sakkari. Tiếp theo đó là trận thua trước Andrea Petkovic ở vòng hai US Open, đây là trận thua sớm nhất của cô tại giải đấu này kể từ năm 2011. Tuy nhiên, cô đã trở lại mạnh mẽ trong cuộc đua châu Á. Tại Vũ Hán, cô đã lần lượt đánh bại Polona Hercog, Sloane Stephens và Dayana Yastremska, nhưng sau đó bị Alison Riske loại. Tuần tiếp theo tại Bắc Kinh, cô đã vào đến tứ kết lần thứ năm của mình tại giải đấu này, sau khi đánh bại Mladenovic và hạt giống thứ chín Bencic, trước khi cô bị khuất phục trước tay vợt số 1 thế giới Barty sau ba set.
Vào ngày 7 tháng 10, Kvitová được công bố là 
hạt giống thứ sáu tại WTA Final. Tuy nhiên, Kvitová liên tiếp không thắng trong năm thứ hai liên tiếp, cô lần lượt thua trước Osaka, Bencic và Barty. Kết quả cũng chứng kiến chuỗi trận thua liên tiếp của Kvitová tại giải đấu này, kể từ trận thua của cô trong trận chung kết năm 2015 trước Agnieszka Radwańska, kéo dài tới bảy trận đấu. Cô cũng trở thành tay vợt duy nhất trong thập kỷ này phải chịu nhiều trận thua nhất tại giải đấu, lần đầu tiên kể từ Elena Dementieva vào năm 2004, 2005 và 2006.

### 2020
Kvitová bắt đầu năm 2020 tại Brisbane International. Tại giải đấu này, cô là hạt giống thứ năm, cô đã giành được kết quả tốt nhất của mình tại đây kể từ chức vô địch vào năm 2011 khi vào tới bán kết, nơi cô thua hạt giống giống số 8 Madison Keys trong ba set. Sau đó, cô lọt vào tứ kết Úc Mở rộng với chiến thắng trước Kateřina Siniaková, Paula Badosa, hạt giống thứ 25 Nikolina Alexandrova và hạt giống số 22 Maria Sakkari. Tuy nhiên tại đây, cô đã chịu thua tay vợt số 1 thế giới Ashleigh Barty, đây là trận thua thứ tư liên tiếp của cô trước Barty.
Kvitová sau đó lọt vào tứ kết ở St.Petersburg, sau khi đánh bại Alison van Uytvanck trong ba set. Tuy nhiên, cô đã bỏ cuộc vì bị ốm, Alexandrova đi tiếp. Đây là lần tham dự giải đấu cuối cùng của Kvitová, trước khi mùa giải bị đình chỉ vào tháng 3 do đại dịch COVID-19. Tại Doha, nơi cô là hạt giống số tám. Cô đã lọt vào trận chung kết thứ hai của mình tại đây sau khi đánh bại Carla Suárez Navarro, Jeļena Ostapenko, Ons Jabeur và số 1 thế giới Barty. Tuy nhiên, cô đã khuất phục hạt giống số 9 Aryna Sabalenka.
Trở lại thi đấu vào tháng 8 tại giải Cincinnati, được tổ chức ở Thành phố New York năm nay do đại dịch COVID-19 đang diễn biến phức tạp, Kvitová đã thua người đồng hương Marie Bouzková trong ba set. Sau đó, cô lọt vào vòng 4 tại US Open, sau khi loại Irina-Camelia Begu, Kateryna Kozlova và Jessica Pegula. Tuy nhiên, cô đã chịu thua Shelby Rogers trong ba set.

## Phong cách thi đấu

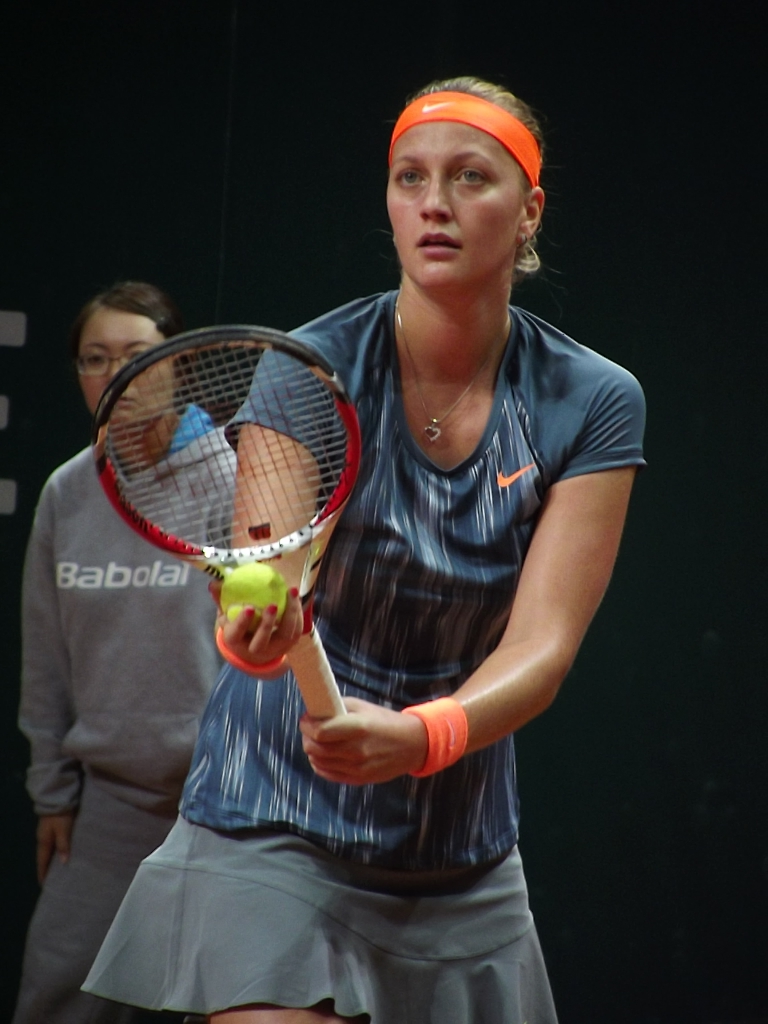
Kvitová trong tư thế chuẩn bị giao bóng

Kvitová được biết đến với các cú giao bóng nhanh và hiểm hóc. Vì là một tay vợt thuận tay trái, cô thực hiện cú giao bóng tốt vào khoảng sân rộng của đối thủ và sau đó ghi điểm với tầm bóng gần vạch giới hạn. Cô cũng được ghi nhận về thời gian chạm bóng nhanh ấn tượng của mình. Bằng tay thuận, cô thường lấy bóng sớm hơn, do đó cô có thể tạo ra những đường bóng thắng cuộc một cách hiệu quả. Đối với những quả trái tay, cô sử dụng tất cả các nhóm cơ quan trọng để tạo nên những cú đánh nặng và sâu. Trong quả trả giao bóng, cô sử dụng một số chuyển động ngắn giúp cô đánh trả giao bóng rất mạnh mẽ bất chấp tốc độ phát bóng.

## Đời tư
Kvitová bắt đầu hẹn hò với cầu thủ khúc côn cầu người Séc Radek Meidl vào tháng 6 năm 2014. Vào tháng 12 năm 2015, họ chính thức công bố với các phương tiện truyền thông Séc rằng họ đã đính hôn. Tin tức sau đó được cả Meidl và Kvitová xác nhận. Cặp đôi này chia tay vào tháng 5 năm 2016.

### Bị cướp và tấn công bằng dao tại nhà riêng
Vào ngày 20 tháng 12 năm 2016, Kvitová bị cướp tại căn hộ của cô ở Prostějov, Cộng hòa Séc, bị nhiều vết rách trên dây chằng và dây thần kinh trên bàn tay trái và các ngón tay trong khi cố tự bảo vệ mình. Kẻ tấn công bằng dao đã vứt lại với số tiền mặt trị giá 192 đô la được cho là một nam giới vào giữa độ tuổi ba mươi. Cô đã trải qua phẫu thuật thành công để chữa trị cho bàn tay của mình, và dự kiến sẽ nghỉ trong sáu tháng tới để phục hồi hoàn toàn. Ba ngày sau, trong cuộc họp báo đầu tiên của cô kể từ khi phẫu thuật, Kvitová tiết lộ rằng cô đã lấy lại được chuyển động tay trái của mình. Vào đầu tháng 1 năm 2017, đã có thông báo rằng sự phục hồi của Kvitová đang diễn ra theo kế hoạch, và rằng cô đã dần dần bắt đầu tập với những ngón tay bị thương của mình. Hơn nữa, câu lạc bộ quần vợt địa phương của cô tặng một phần thưởng trị giá 3850 đô la cho mọi thông tin dẫn đến nơi ở của kẻ tấn công cô, người vẫn còn nằm ngoài vòng pháp luật. Khoảng hai tuần sau, Kvitová tiết lộ trên phương tiện truyền thông xã hội rằng tất cả các vết khâu trên vết thương của cô đã lành. Cuối tháng đó, cảnh sát Séc tiết lộ trong một cuộc họp cập nhật về cuộc điều tra đang diễn ra rằng Kvitová đã bị tấn công như một phần của một âm mưu tống tiền.
Vào tháng 3 năm 2017, Kvitová đã sử dụng bàn tay trái của cô, và bây giờ có thể sử dụng nó cho các hoạt động hàng ngày mà không có bất kỳ biến chứng nào. Sự hồi phục tâm lý của cô cũng đang đi đúng hướng, và cô đã hoàn thành khóa đào tạo thể dục ở quần đảo Canary. Tháng tiếp theo, sau sự tiến bộ tốt trong sự phục hồi của cô, cô tạm thời ghi tên mình trong giải Pháp mở rộng. Vào đầu tháng 5, sau hơn bốn tháng phục hồi, cô tiết lộ rằng Kvitová đã trở lại các sân tập. Vào ngày 23 tháng 5 năm 2017, Kvitová thông báo rằng cô sẽ thi đấu tại giải vô địch Wimbledon vào tháng sau, và sẽ đưa ra quyết định vào phút cuối, vào cuối tuần, về việc có nên thi đấu ở giải Pháp mở rộng hay không. Kvitová sau đó xác nhận sự tham gia của cô tại sự kiện thứ hai, do đó đánh dấu sự trở lại của cô, nơi cô đã đánh bại Julia Boserup của Mỹ trong trận mở màn của cô.
Gần một năm sau vụ tấn công, vào ngày 16 tháng 11 năm 2017, cảnh sát Séc thông báo rằng họ đã điều tra về vụ tấn công nhưng họ chưa xác định được kẻ tấn công. Sau đó, sáu tháng sau, vào ngày 24 tháng 5 năm 2018, cảnh sát tiết lộ rằng một nghi can đã bị bắt giam.

## Tài trợ
Kvitová lựa chọn trang phục và giày dép của Nike. Cô hiện đang sử dụng vợt Wilson Pro Staff 97, một phiên bản tương tự như của Roger Federer đang sử dụng. Cô được đại diện bởi IMG, sau một thỏa thuận đã ký vào tháng 8 năm 2014. Các nhà tài trợ khác của cô bao gồm Ngân hàng UniCredit và Česká pošta, một nhà điều hành dịch vụ bưu chính Séc.
Right To Play, một tổ chức toàn cầu tập trung vào việc sử dụng thể thao và trò chơi để giáo dục và giúp đỡ cho trẻ em có hoàn cảnh khó khăn, đã chọn Kvitová là Đại sứ vận động toàn cầu vào tháng 1 năm 2015. Ba tháng sau, Kvitová đã ký hợp đồng nhiều năm với nhà sản xuất đồng hồ có trụ sở tại Beverly Hills, Ritmo Mundo. Vào tháng 6 năm 2016, nhà sản xuất đồ trang sức Séc ALO Diamonds đã đăng danh sách xác nhận của Kvitová sau khi cả hai bên đã ký hợp đồng một năm. Kvitová được bầu chọn là vận động viên nữ được trả lương cao thứ sáu trên thế giới bởi Forbes năm 2015, đứng thứ năm trong số các tay vợt.

## Thống kê sự nghiệp

### Grand Slam
| Kết quả | Năm  | Giải đấu        | Mặt sân | Đối thủ          | Tỉ số              |
| ------- | ---- | --------------- | ------- | ---------------- | ------------------ |
| Thắng   | 2011 | Wimbledon       | Cỏ      | Maria Sharapova  | 6–3, 6–4           |
| Thắng   | 2014 | Wimbledon (2)   | Cỏ      | Eugenie Bouchard | 6–3, 6–0           |
| Thua    | 2019 | Australian Open | Cứng    | Naomi Osaka      | 6–7(2–7), 7–5, 4–6 |

### Các trận chung kết đáng chú ý khác

#### WTA Tour Championships
| Kết quả | Năm  | Tour thi đấu           | Mặt sân | Đối thủ             | Tỉ số         |
| ------- | ---- | ---------------------- | ------- | ------------------- | ------------- |
| Thắng   | 2011 | WTA Tour Championships | Cứng    | Victoria Azarenka   | 7-5, 4-6, 6-3 |
| Thua    | 2015 | WTA Finals             | Cứng    | Agnieszka Radwanska | 2-6, 6-4, 3-6 |

#### WTA Elite Trophy
| Kết quả | Năm  | Tour thi đấu     | Mặt sân | Đối thủ         | Tỉ số    |
| ------- | ---- | ---------------- | ------- | --------------- | -------- |
| Thắng   | 2016 | WTA Elite Trophy | Cứng    | Elina Svitolina | 6-4, 6-2 |

#### WTA Premier Mandatory & Premier 5
9 (8 danh hiệu, 2 về nhì)
| Kết quả | Năm  | Tour thi đấu       | Mặt sân  | Đối thủ             | Tỉ số              |
| ------- | ---- | ------------------ | -------- | ------------------- | ------------------ |
| Thắng   | 2011 | Madrid Open        | Đất nện  | Victoria Azarenka   | 7-6, 6-4           |
| Thắng   | 2012 | Canadian Open      | Cứng     | Li Na               | 7-5, 2-6, 6-3      |
| Thắng   | 2013 | Pan Pacific Open   | Cứng     | Angelique Kerber    | 6-2, 0-6, 6-3      |
| Thắng   | 2014 | Wuhan Open         | Cứng     | Eugenie Bouchard    | 6–3, 6–4           |
| Thua    | 2014 | China Open         | Cứng     | Maria Sharapova     | 4–6, 6–2, 3–6      |
| Thắng   | 2015 | Madrid Open (2)    | Đất nện  | Svetlana Kuznetsova | 6–1, 6–2           |
| Thắng   | 2016 | Wuhan Open (2)     | Cứng     | Dominika Cibulková  | 6–1, 6–1           |
| Thắng   | 2018 | Qatar Open         | Cứng     | Garbiñe Muguruza    | 3–6, 6–3, 6–4      |
| Thắng   | 2018 | Madrid Open (3)    | Đất nện  | Kiki Bertens        | 7–6(8–6), 4–6, 6–3 |
| Thua    | 2019 | Dubai Championship | Sân cứng | Belinda Bencic      | 3–6, 6–1, 2–6      |